# Lipka (gemeente)
De gemeente Lipka is een landgemeente in het Poolse woiwodschap Groot-Polen, in powiat Złotowski.
De zetel van de gemeente is in Lipka.
Op 30 juni 2004 telde de gemeente 5638 inwoners.

## Oppervlakte gegevens
In 2002 bedroeg de totale oppervlakte van gemeente Lipka 191,01 km², waarvan:
- agrarisch gebied: 60%
- bossen: 29%

De gemeente beslaat 11,5% van de totale oppervlakte van de powiat.

## Demografie
Stand op 30 juni 2004:
| Omschrijving                   | Totaal | Totaal | Vrouwen | Vrouwen | Mannen | Mannen |
| ------------------------------ | ------ | ------ | ------- | ------- | ------ | ------ |
| eenheid                        | aantal | %      | aantal  | %       | aantal | %      |
| inwoners                       | 5638   | 100    | 2805    | 49,8    | 2833   | 50,2   |
| bevolkingsdichtheid (inw./km²) | 29,5   | 29,5   | 14,7    | 14,7    | 14,8   | 14,8   |

In 2002 bedroeg het gemiddelde inkomen per inwoner 1419,78 zł.

## Administratieve plaatsen (sołectwo)
Batorowo, Batorówko, Białobłocie, Czyżkowo, Debrzno-Wieś, Kiełpin, Laskowo, Lipka, Łąkie, Mały Buczek, Nowe Potulice, Nowy Buczek, Osowo, Potulice, Scholastykowo, Smolnica, Trudna, Wielki Buczek.
Zonder de status sołectwo : Bługowo, Czyżkówko, Huta, Łąkie-Gogolin, Stołuńsko.

## Aangrenzende gemeenten
Debrzno, Okonek, Sępólno Krajeńskie, Zakrzewo, Złotów